# Sherri Howard
Sherri Frances Howard (Sherman, 1º giugno 1962) è un'ex velocista statunitense, specializzata nei 400 metri piani.

## Palmarès
Giochi olimpici
- 2 medaglie:
  - 1 oro (staffetta 4×400 metri a Los Angeles 1984)
  - 1 argento (staffetta 4×400 metri a Seul 1988).

## Filmografia
- Il Re Scorpione (The Scorpion King), regia di Chuck Russell (2002)